# Častkov
Častkov es un municipio eslovaco del distrito de Senica, en la región de Trnava.

## Geografía
Está localizado a una altitud de 280 metros sobre el nivel del mar, y tiene una área de 13,182 km². Tiene una población de 559 habitantes.

## Demografía
| Año        | 1994 | 2004    | 2014    | 2024    |
| ---------- | ---- | ------- | ------- | ------- |
| Población  | 594  | 610     | 606     | 550     |
| Diferencia |      | +2,69 % | −0,65 % | −9,24 % |

| Año        | 2023 | 2024    |
| ---------- | ---- | ------- |
| Población  | 559  | 550     |
| Diferencia |      | −1,61 % |